# Suillia elbergi
Suillia elbergi är en tvåvingeart som beskrevs av Gorodkov 1965. Suillia elbergi ingår i släktet Suillia och familjen myllflugor. Inga underarter finns listade i Catalogue of Life.